# London Road
London Road – drugi album studyjny brytyjskiego zespołu Modestep, wydany 25 maja 2015 roku. Został zapowiedziany 22 lutego 2015.

## Lista utworów
1. "Damien" (Modestep & Funtcase) - 3:44
2. "Make You Mine" (Modestep & Teddy Killerz) - 3:39
3. "Machines" - 4:34
4. "On Our Own" (Modestep & Culprate) - 4:04
5. "Feel Alive" - 4:29
6. "Rainbow" (Modestep & the Partysquad) - 3:50
7. "Snake" - 3:49
8. "Nightbus Home" - 4:03
9. "Seams" - 3:53
10. "Sing" (Modestep & Trolley Snatcha) - 5:31
11. "Circles" (Modestep & Skindred) - 4:18
12. "Game Over" (Modestep & Rude Kid feat. Big Narstie, Dialect, Discarda, Flowdan, Frisco & LayZ) - 4:00

Wydanie na iTunes
1. "Countdown" (feat. Genetix) - 4:19
2. "Mianite" (feat. Tom Syndicate) - 5:00